# Montes de Málaga
Los Montes de Málaga son una cadena montañosa perteneciente a la cordillera Penibética y situada a unos cinco kilómetros al norte de la cabeza de la ciudad de Málaga, Andalucía, España. Es una cadena de colinas bajas y altas que discurre paralela a la costa mediterránea, extendiéndose a partir de 80 m s. n. m. hasta el pico de la Cresta de la Reina que tiene una altitud de 1032 metros. Además del Mediterráneo, por el sur colinda con la Hoya de Málaga. Al oeste bordea el Valle del Guadalhorce y por el este, la Axarquía. En el norte, el Corredor de Periana los separa de la Cordillera Antequerana.
Desde 2025 son Zona Especial de Conservación

## Hidrología
Entre los Montes de Málaga fluye el río Guadalmedina, el cual a lo largo de los siglos, se solía desbordar. Existen cinco cuencas bien definidas de arroyos afluentes del Guadalmedina: el arroyo de las Vacas, el arroyo Chaperas, el Humaina, el Hondo y el de Los Frailes. Estos se encuentran secos la mayor parte del año.

## Parque natural
El Parque natural Montes de Málaga fue declarado como tal por Ley del Parlamento Andaluz en julio de 1989. Con una superficie próxima a las 5.000 hectáreas, el Parque se extiende básicamente dentro del término municipal de Málaga y en parte del de Casabermeja y Colmenar. El acceso se realiza a través de la carretera A-7000 también llamada de los Montes.
El paraje se creó para evitar inundaciones en la ciudad de Málaga, comenzando los trabajos el 13 de septiembre de 1930 y finalizando en la década de 1950. La repoblación consistió principalmente en la siembra de Pinus halepensis.
Varios son los recorridos que se pueden realizar en el espacio y en los que es posible admirar toda la belleza del mismo. Existen dos zonas de acampada, en el Parque de Torrijos con entrada por Fuente de la Reina, y en el Cerrado. Los senderos más importantes del parque son el de Picapedreros, El Cerrado, Las Contadoras, Pocopan y Torrijos.

## Flora y fauna

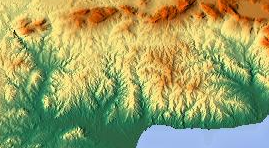
Montes de Málaga.

### Flora
El origen de la mayor parte de la vegetación arbórea que cubren los Montes de Málaga se sitúa en las repoblaciones hidrológico-forestales realizadas a partir de los años treinta, con objeto de preservar a la ciudad de Málaga de las grandes inundaciones que padecía a causa del río Guadalmedina.
Las especies utilizadas en dichas repoblaciones fueron el pino piñonero, el pino resinero y sobre todo el pino carrasco. Esta última especie se adapta perfectamente a los suelos pobres y muy erosionados, provocando menores efectos acidificantes del suelo que las otras especies de pinos.
Una vez establecida la cubierta forestal, la vegetación autóctona mediterránea, que existía en la zona siglos atrás y que por causa de la extensión de los cultivos tales como viñedos, olivares, almendrales, etc., había quedado relegada a un segundo plano, se empieza a desarrollar en todo su esplendor.
Hoy día por tanto podemos apreciar en el parque verdaderas regeneraciones naturales de encinas, alcornoques, especie menos termófila que la encina y con mayores requerimientos de humedad, pero que compite con ella hasta desplazarla en los suelos silíceos, cuando las condiciones de temperatura y humedad le son adecuadas, y quejigos, las cuales ordenadas racionalmente constituirán en su día fotografías de la imagen que presentaban los Montes hace siglos. Además de las especies citadas encontramos otras como castaños, nogales, chopos, fresnos, madroños, mirtos, algarrobos, diversas especies de jaras, brezos, labiadas, palmitos, retamas, tomillos, romeros, aulagas, esparragueras, etc.

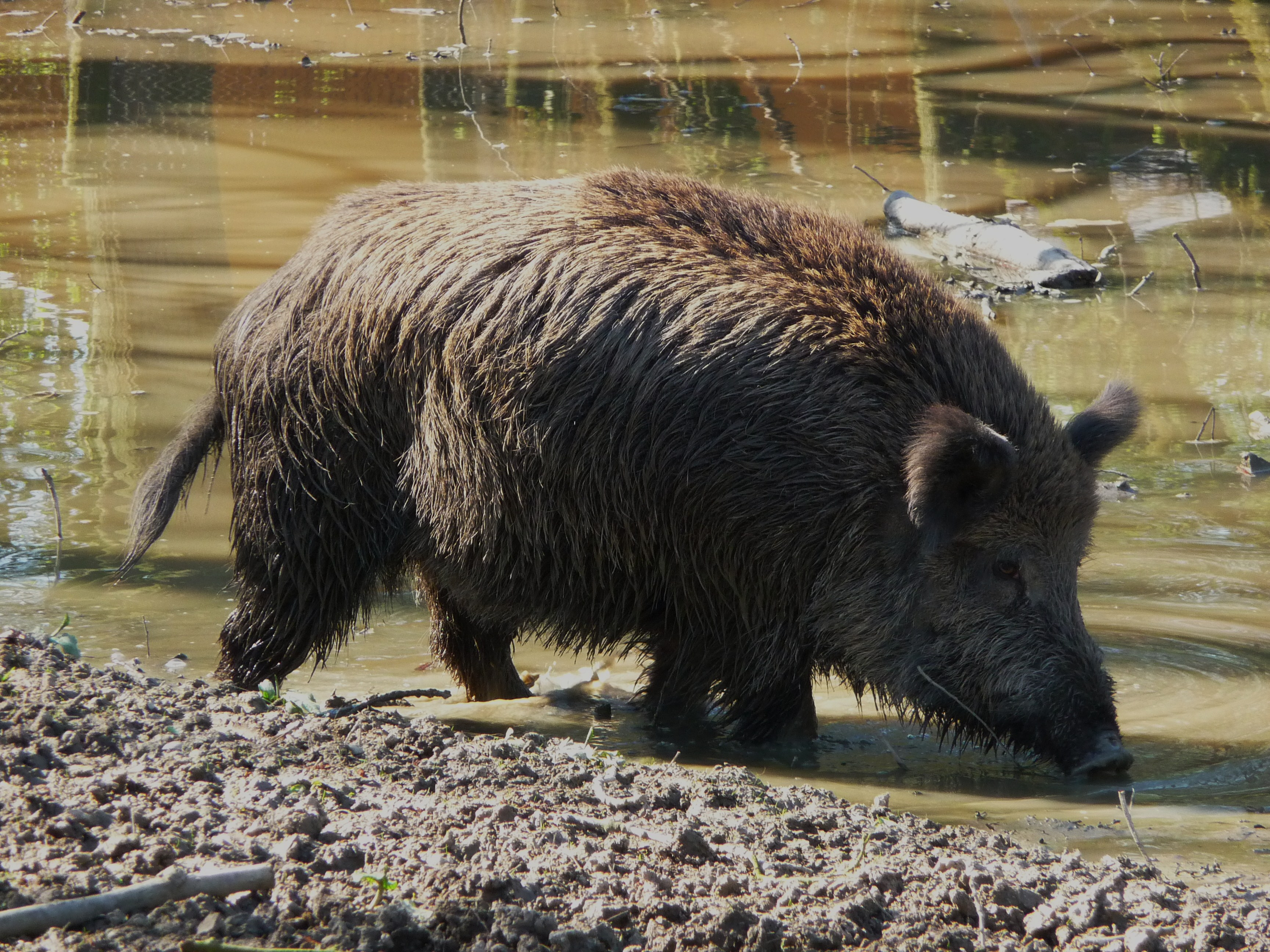
Jabalí adulto en un abrevadero.

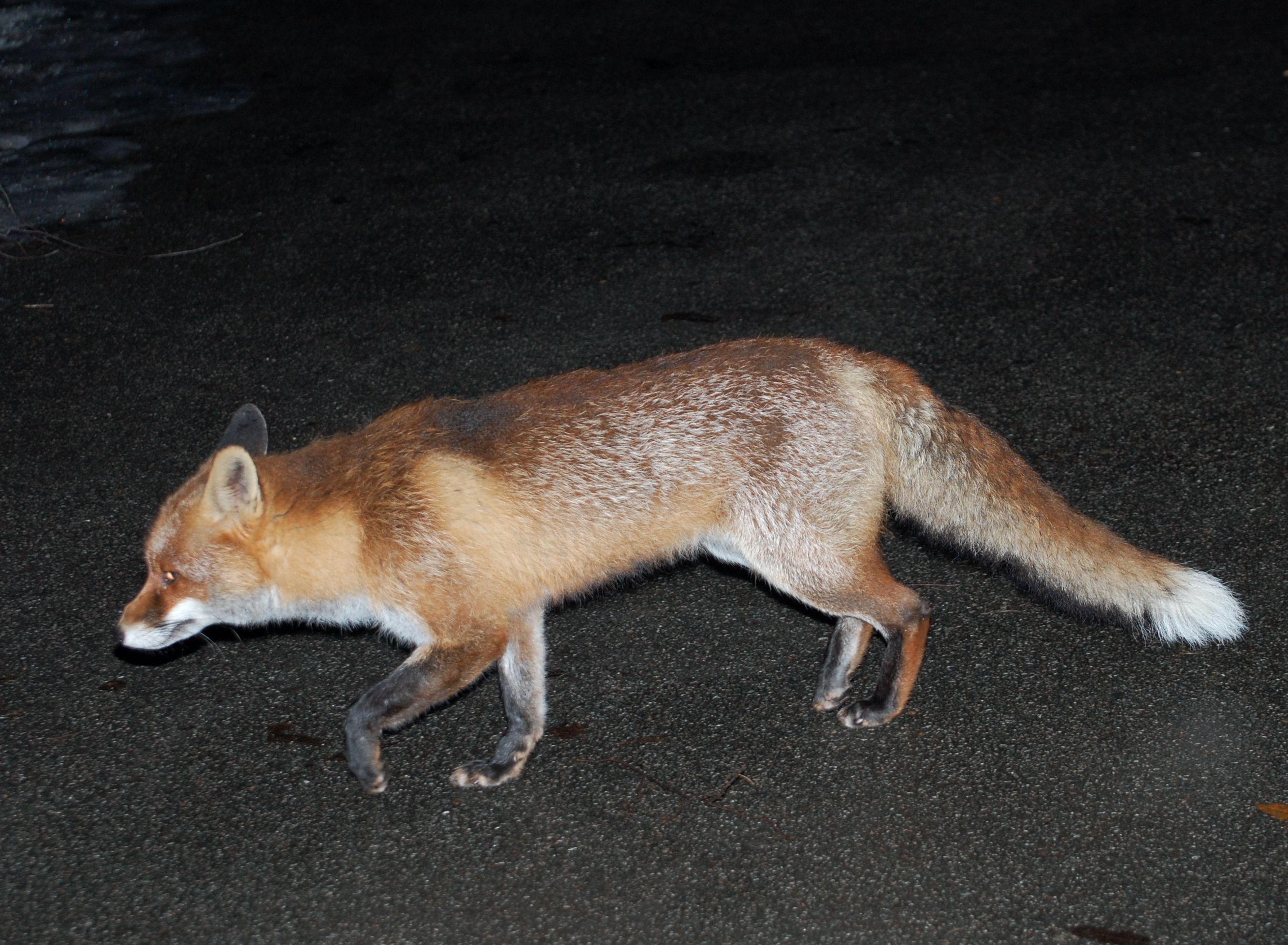
Zorro rojo.

En las zonas más aclaradas del pinar se desarrolla el típico matorral mediterráneo, con especies resistentes a las sequías como es el caso de erguen, aulaga morisca, aladierno y retama de escoba. A la sombra de este matorral o bajo el pinar, se pueden desarrollar especies como coscoja, torvisco, enebro y brezo blanco y en las zonas más frescas y con mayor abundancia de agua crece el quejigo andaluz.

### Fauna
La gran mayoría de los mamíferos de los Montes de Málaga son nocturnos. El animal más grande de la zona es el jabalí (Sus scrofa), cuyas "bañeras" abundan en zonas de senderismo en épocas de lluvia.
Uno de los carnívoros más comunes es el zorro rojo (Vulpes vulpes), que frecuenta zonas como el Lagar de Torrijos, donde van en busca de aves, huevos, reptiles y pequeños mamíferos como el ratón de campo (Apodemus sylvaticus) al anochecer. También se ha comprobado la existencia de luciérnagas en zonas próximas a Las Contadoras, y gatos cimarrones.
Otros carnívoros, como la garduña (Martes foina) son esquivos, y habitan zonas aisladas y casi inaccesibles.
En los pinares se ven ardillas (Sciurus vulgaris) y pájaros carpinteros, que permanecen activos durante el día. 
Multitud de aves y pequeños mamíferos, como los murciélagos, los gorriones (Passer domesticus), las tórtolas turcas (Streptopelia decaocto), las golondrinas (Hirundo rustica) y diversas rapaces sobrevuelan esta área la mayor parte del año.
Entre los pequeños reptiles, la lagartija hispánica (Podarcis hispanicus), el lagarto ocelado (Timon lepidus), la lagartija andaluza (Podarcis vaucheri) y la salamanquesa común (Tarentola mauritanica). Todos ellos se mueven por el suelo del bosque, coloridos con una piel destinada al camuflaje de defensa contra posibles depredadores.
El camaleón (Chamaeleo chamaeleon) es una especie protegida. Su principal riesgo son los vehículos por los que muere atropellado cada año, al cruzar las carreteras. En los últimos años, el SEPRONA y los programas de cría los han concentrado en zonas alejadas de la urbanización, donde pueden campar a sus anchas.

## Senderos del parque
El parque natural de los Montes de Málaga posee 3 senderos señalizados por la Consejería de Medio Ambiente de la Junta de Andalucía.
Sendero 1: Pocopán
Este sendero parte del Aula de Naturaleza las Contadoras atravesando zonas de pinar donde se pueden ver pequeñas poblaciones de ardillas. En otras zonas el pinar se mezcla con las encinas y los alcornoques. Se inicia este sendero en pleno centro del parque natural, en el Llano de las Contadoras, para llegar allí se tiene que tomar la C-345 y adentrarse por el carril que parte del lugar conocido como Fuente la Reina, en el punto kilométrico 546.
Sendero 2: Torrijos
Es, sin duda, el sendero más atractivo de este entorno natural. Se inicia en el Lagar de Torrijos, convertido en Ecomuseo. Con posterioridad el camino lleva a un paisaje de vegetación de ribera y pinares de repoblación. Para adentrarse en este precioso tendrá que tomar un carril a la izquierda de la C-345 pasado un kilómetro de Fuente La Reina en sentido Málaga-Colmenar.
Sendero 3: Contadoras
Este sendero permite conocer la historia más reciente del parque natural. El paisaje pasa de los tradicionales bosques de pinos repoblados a los núcleos de olivos y cultivos que amenizan las laderas de las montañas. El sendero se inicia en el nudo viario que forma el Llano de las Contadoras, en pleno centro del parque natural. Para llegar allí tendrá que tomar la C-3345 y adentrarse por el carril que parte a la izquierda de Fuente la Reina, en el punto kilométrico 546.
Otros dos senderos de interés son el de El Cerrado y Picapedreros-Boticario.